# Ciclismo en los Juegos Olímpicos de Ámsterdam 1928
El ciclismo en los Juegos Olímpicos de Ámsterdam 1928 se realizó en dos instalaciones de la ciudad de Ámsterdam, entre el 4 y el 7 de agosto de 1928.
En total se disputaron en este deporte 6 pruebas diferentes (todas en la categoría masculina), repartidas en dos disciplinas ciclistas: 2 pruebas de ruta y 4 de pista. El programa vio un cambio en relación con la edición pasada, la prueba de 50 km en pista fue remplazada por la de 1 km contrarreloj.

## Sedes
- Ciclismo en ruta – Circuito de ida y vuelta entre Ámsterdam y Scheveningen
- Ciclismo en pista – Estadio Olímpico de Ámsterdam

## Participantes
Participaron un total de 149 ciclistas, representando a 27 naciones diferentes:
| - Alemania (10) - Argentina (6) - Australia (2) - Austria (2) - Bélgica (8) - Canadá (6) - Checoslovaquia (4) - Chile (5) - Dinamarca (5) | - España (1) - Estados Unidos (4) - Finlandia (1) - Francia (8) - Irlanda (2) - Italia (12) - Letonia (5) - Lituania (4) - Luxemburgo (4) | - Países Bajos (11) - Noruega (4) - Polonia (11) - Reino Unido (12) - Sudáfrica (1) - Suecia (4) - Suiza (9) - Turquía (4) - Yugoslavia (4) |

## Medallistas

### Ciclismo en ruta
| Evento                                 | Oro                                                                | Plata                                                                        | Bronce                                                             |
| -------------------------------------- | ------------------------------------------------------------------ | ---------------------------------------------------------------------------- | ------------------------------------------------------------------ |
| Contrarreloj individual (7 de agosto)  | Henry Hansen · Dinamarca · 4:47:18                                 | Frank Southall · Reino Unido · 4:55:06                                       | Gösta Carlsson · Suecia · 5:00:17                                  |
| Contrarreloj por equipos (7 de agosto) | Henry Hansen · Leo Nielsen · Orla Jørgensen · Dinamarca · 15:09:14 | Jack Lauterwasser · John Middleton · Frank Southall · Reino Unido · 15:14:49 | Gösta Carlsson · Erik Jansson · Georg Johnsson · Suecia · 15:27:49 |

### Ciclismo en pista
| Evento                                | Oro                                                                                 | Plata                                                                                            | Bronce                                                                           |
| ------------------------------------- | ----------------------------------------------------------------------------------- | ------------------------------------------------------------------------------------------------ | -------------------------------------------------------------------------------- |
| Velocidad individual (6 de agosto)    | Roger Beaufrand · Francia                                                           | Antonius Mazairac · Países Bajos                                                                 | Willy Hansen · Dinamarca                                                         |
| Persecución por equipos (6 de agosto) | Cesare Facciani · Giacomo Gaioni · Mario Lusiani · Luigi Tasselli · Italia · 5:01,8 | Johannes Maas · Piet van der Horst · Janus Braspennincx · Jan Pijnenburg · Países Bajos · 5:06,2 | George Southall · Frederick Henry Wyld · Lewis Wyld · Percy Wyld · Reino Unido · |
| 1 km contrarreloj (5 de agosto)       | Willy Hansen · Dinamarca · 1:14,2                                                   | Gerard Bosch van Drakestein · Países Bajos · 1:15,1                                              | Edgar Gray · Australia · 1:15,3                                                  |
| Tándem (6 de agosto)                  | Bernard Leene · Daan van Dijk · Países Bajos                                        | Ernest Chambers · John Sibbit · Reino Unido                                                      | Hans Bernhardt · Karl Köther · Alemania                                          |

## Medallero
| Núm. | País         | Oro | Plata | Bronce | Total |
| ---- | ------------ | --- | ----- | ------ | ----- |
| 1    | Dinamarca    | 3   | 0     | 1      | 4     |
| 2    | Países Bajos | 1   | 3     | 0      | 4     |
| 3    | Francia      | 1   | 0     | 0      | 1     |
| 3    | Italia       | 1   | 0     | 0      | 1     |
| 5    | Reino Unido  | 0   | 3     | 1      | 4     |
| 6    | Suecia       | 0   | 0     | 2      | 2     |
| 7    | Alemania     | 0   | 0     | 1      | 1     |
| 7    | Australia    | 0   | 0     | 1      | 1     |
|      | TOTAL        | 6   | 6     | 6      | 18    |